# Lauria
Lauria – miejscowość i gmina we Włoszech, w regionie Basilicata, w prowincji Potenza. Według danych z 31 grudnia 2016 gminę zamieszkiwało 12 804 osób.

## Historia
Miasteczko to brało czynny udział w powstaniu przeciw okupacji napoleońskiej w regionie Kalabria w 1806 r. Jego mieszkańcy po klęsce wojsk francusko-polskich w Kalabrii pod Maidą wymordowali cały polski garnizon strzegący miasta, torturując przy tym schwytanych żołnierzy aż do śmierci, za co po przybyciu gen. Massen’y (razem z 8000 armią) zostali w równie straszliwy sposób ukarani. Miasto za swoją nieugiętą postawę i za to, jak słono przyszło za nią zapłacić zostało odznaczone przez króla Włoch w 1815 r. Wieści o tym, co wojsko Massen’y zrobiło w Laurii rozniosły się szeroko po Kalabrii przyczyniając się w dużym stopniu do upadku powstania.